# Creoda van Wessex
Creoda van Wessex (ca. 493-) is een schimmige figuur uit de vroege geschiedenis van Wessex, die wordt vermeld in de koningslijst in het voorwoord van de Angelsaksische kroniek. Daar wordt hij gezegd de zoon van Cerdic te zijn geweest en vader van Cynric. Zijn naam werd ook door Asser opgenomen in de lijst van voorouders van Alfred de Grote in zijn biografie van deze laatste.